# Ms Banks
Ms Banks, de son vrai nom Thyra Oji, est une rappeuse, chanteuse et compositrice britannique de Camberwell, au sud-est de Londres.
Oji a sorti trois mixtapes sous le nom de Mme Banks. En 2014, elle sort sa première mixtape intitulée Once Upon a Grind. Elle a ensuite sorti son premier EP intitulé New Chapter EP en 2016. The Coldest Winter Ever est sorti en 2018, suivi de The Coldest Winter Ever Part II en 2019.

## Biographie
Elle est née d'un père nigérian et d'une mère ougandaise,. Oji a commencé à écrire de la musique à 11 ans et elle venait d'une famille très musicale. Banks a grandi dans le sud de Londres – juste à côté de Walworth Road à Elephant and Castle – et s'est greffée depuis un certain temps, vénérée par ses pairs pour son association de compétences techniques avec un lyrisme intrigant.

## Influences
Ms Banks a cité Nicki Minaj comme sa plus grande influence. Elle cite également Ms Dynamite, Estelle, Lauryn Hill, Lil' Kim, Foxy Brown et Monie Love comme ses influences.

## Discographie

### Mixtapes
- 2014 : Once Upon a Grind
- 2018 : The Coldest Winter Ever
- 2019 : The Coldest Winter Ever Part II
- 2022 : Bank Statement

### EP
- 2016 : New Chapter EP

## Apparitions
- 2019: Gun Lean (Remix) - Russ Millions avec Taze, LD, Digga D, Ms Banks & Lethal Bizzle
- 2019: Gangsta (Remix) - Darkoo avec Ms Banks & Br3nya
- 2020: Flyo feat. Ms Banks - Still The Best
- 2020: Mon Lossa - Aya Nakamura avec Ms Banks
- 2021: Interest - Dolapo, Ms Banks, Oxlade
- 2021: Woi Oi - Geko avec Ms Banks x BackRoad Gee